# Massif du Salzkammergut
Le massif du Salzkammergut est un massif des Préalpes orientales septentrionales. Il s'élève en Autriche (limite entre le Land de Salzbourg et la Haute-Autriche), au nord et à l'ouest de la région du Salzkammergut.
Le Gamsfeld est le point culminant du massif.

## Géographie

### Situation
Le massif est entouré par les préalpes de Haute-Autriche à l'est, le massif mort au sud-est, le massif du Dachstein au sud, le massif de Tennen au sud-ouest et les Alpes de Berchtesgaden à l'ouest.
Il est bordé à l'ouest par la Salzach. Il est baigné par les lacs de Wolfgang, Fuschl, Mond, Zeller, Atter et Traun.

### Sommets principaux

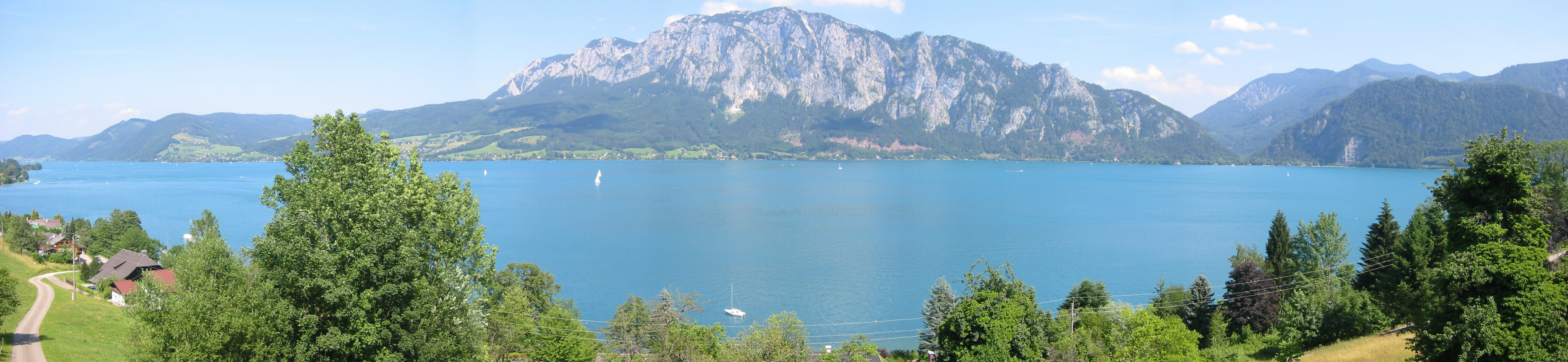
Le chaînon du Höllengebirge et le lac d'Atter.

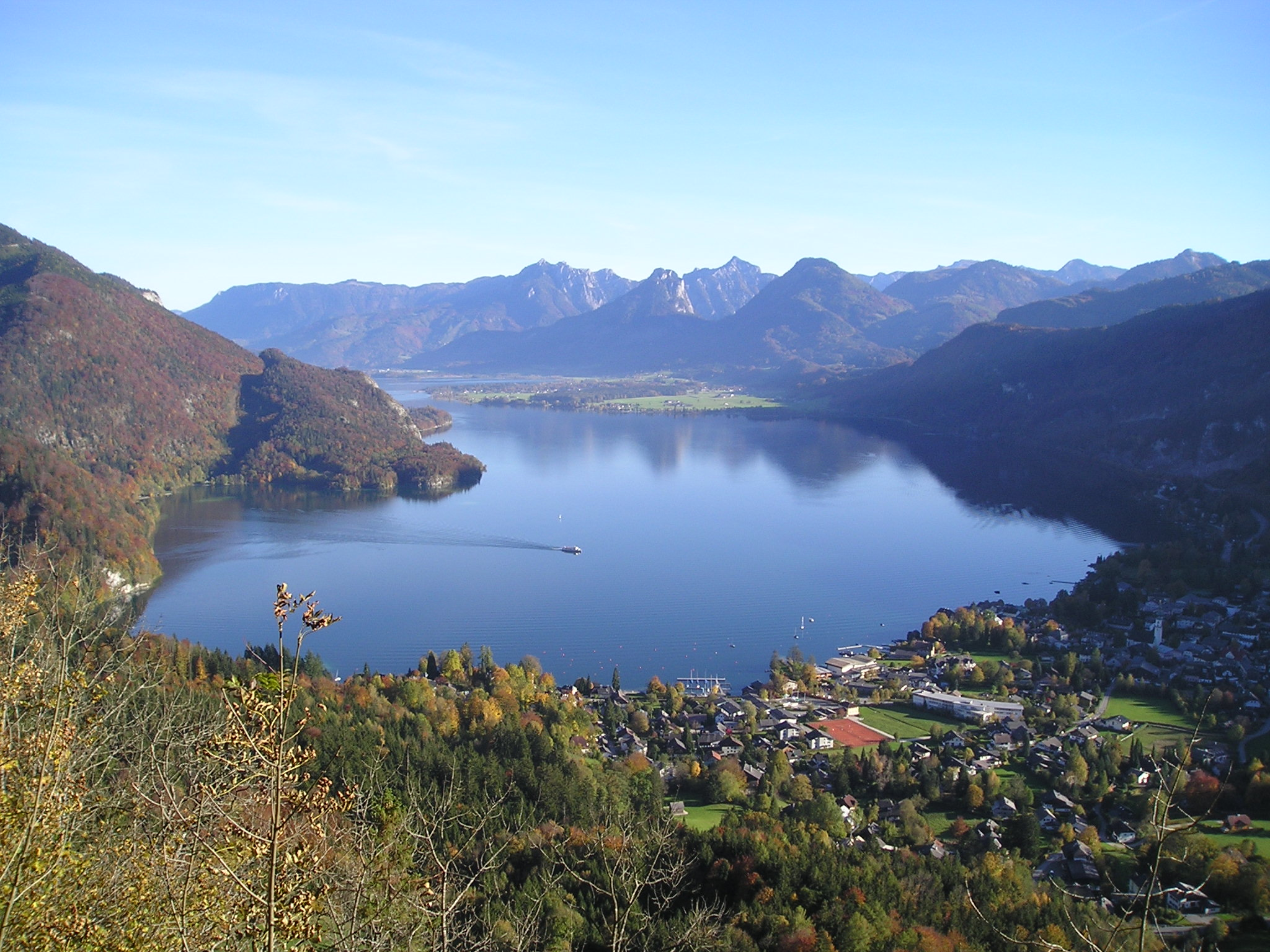
Le lac de Wolfgang et les montagnes du Salzkammergut.

- Gamsfeld, 2 027 m
- Grosser Höllkogel, 1 862 m
- Rinnkogel, 1 823 m
- Schafberg, 1 782 m
- Hoher Zinken, 1 764 m
- Leonsberg, 1 745 m
- Brunnkogel, 1 706 m
- Schmittenstein, 1 696 m
- Hochleckenkogel, 1 691 m
- Einberg, 1 689 m
- Hainzen, 1 639 m
- Brennerin, 1 602 m
- Feuerkogel, 1 592 m
- Zwölferhorn, 1 520 m
- Gaisberg, 1 287 m
- Drachenwand, 1 176 m
- Kolomannsberg, 1 114 m
- Schoberstein, 1 037 m

## Activités

### Stations de sports d'hiver
- Bad Ischl
- Ebensee
- Hintersee
- Sankt Gilgen

### Randonnée
Le massif se prête bien à la randonnée.
Il abrite plusieurs refuges :
- le refuge de Braunau à St. Gilgen ;
- le refuge de Goiser à Bad Goisern ;
- le refuge Hochleckenhaus à Taferlklause ;
- le refuge Kranabethsattel à Ebensee ;
- le refuge Rieder à Langwies ;
- le refuge Schober à Fuschl.

L'itinéraire violet de la Via Alpina offre une étape dans le massif, de Bad Goisern à Gosau via le refuge de Goiser (étape A32).
Le Weitwanderwege 04 : Voralpenweg traverse les montagnes du Salzkammergut par : Traunsee - Feuerkogel - Höllengebirge - Weissenbach et Burgau am Attersee - Schafberg - Wolfgangsee - Fuschlsee - Faistenau - Ebenau - Gaisberg - Salzbourg.
Le Weitwanderwege 10 : Rupertiweg approche le massif au Haunsberg.
Enfin la Via Nova se termine à Sankt Wolfgang via le lac de Mond.